# Thành Công, Khoái Châu
Thành Công là một xã thuộc huyện Khoái Châu, tỉnh Hưng Yên, Việt Nam.

## Địa lý
Xã Thành Công nằm ở phía nam huyện Khoái Châu, cách trung tâm huyện 9 km, có vị trí địa lý:
- Phía đông và phía nam giáp huyện Kim Động
- Phía tây giáp Sông Hồng
- Phía bắc giáp xã Thuần Hưng.

Xã Thành Công có diện tích 4,32 km², dân số năm 2019 là 6.031 người, mật độ dân số đạt 1.397 người/km².

## Hành chính
Xã Thành Công được chia thành 4 thôn: Hương Quất 1, Hương Quất 2, Sài Quất, Quan Xuyên.

## Lịch sử
Trước đây, Thành Công là một xã thuộc huyện Châu Giang cũ.
Ngày 24 tháng 7 năm 1999, Chính phủ ban hành Nghị định số 60/1999/NĐ-CP về việc chuyển xã Thành Công thuộc huyện Châu Giang cũ chuyển về huyện Khoái Châu mới tái lập quản lý.

## Kinh tế
Trong những năm qua, do cơ chế kinh tế phát triển nhiều thành phần. Ngoài công việc đồng áng và phát triển các trang trại ra, xã còn phát triển một số ngành nghề như: đồ gỗ trang trí, tủ sập gụ, các cửa hàng kinh doanh dịch vụ, hàng tạp hóa, máy cưa, máy xát.

## Văn hóa
Trong chiến tranh bảo vệ Tổ Quốc, xã có 2.552 người tham gia quân đội, trong đó có 12 sỹ quan cao cấp, 116 liệt sỹ, 53 thương binh và 1 bà mẹ Việt Nam Anh hùng.
Ngoài ra xã còn có 2 di tích được xếp hạng là di tích lịch sử văn hóa, cứ 3 năm tổ chức lễ hội một lần.